# صلیبیه
صلیبیه (انگلیسی: Sulaibiya) شهری در استان جهرا، کویت است، که به عنوان گرم‌ترین شهر آسیا و سومین شهر گرم دنیا شناخته می‌شود. این شهر دارای ۲ مجموعه صنعتی بزرگ می‌باشد و دفتر مرکزی چندین شرکت کویتی در آن مستقر می‌باشد.